# Recreational pilot licence
Een recreational pilot licence of RPL is een vliegbrevet waarmee iemand privévlieger wordt. Men krijgt hiermee de bevoegdheid om te vliegen met een eenmotorig vliegtuig. Men mag dan alleen vliegen zonder dat er een beloning (geld of in natura) tegenover staat, dus niet commercieel.
In Nederland bestaat het theoretisch gedeelte van de vliegbrevetten RPL en PPL uit de volgende examenvakken:
- Principles of Flight & Aircraft General Knowledge
- Flight Performance & Planning
- Meteo
- Navigation
- Air Law & Operational Procedures
- Human Performance and Limitations
- Radio/Telefonie (R/T)

Voor de radiotelefonie wordt de Engelse taal gebruikt.
Om een RPL te behalen, dient men het theoretisch gedeelte succesvol te hebben afgerond en daarnaast minimaal dertig vlieguren op zijn naam te hebben. Met een "standaard" RPL mag men uitsluitend vliegen in VFR-condities en alleen in Nederland.